# 湯浜峠
湯浜峠（ゆばまとうげ）は、標高764 m、宮城県栗原市と大崎市の境界にある峠である。

## 概要
湯浜峠は国道398号が通っており、宮城県北部と秋田県南部を結ぶ重要な道となっている。この峠ヘアピンカーブが続き、冬期閉鎖しており、大型車は通年通行止め・冬期間も通行止めとなっている。岩手宮城内陸地震により被災したため通行止めとなっていたが2010年9月に復旧・再開通した。復旧工事に際し、一部の区間では急カーブの解消や路幅拡幅などの改良が併せて施工された。

## 周辺
- 湯浜温泉
- 温湯温泉